# Genickschussanlage

Genickschussanlage, terme allemand signifiant littéralement en français « installation de tir dans la nuque », est le nom officiel d'un dispositif utilisé pour les exécutions par surprise pratiquées en Allemagne nazie.  
Sous prétexte de mesurer sa taille dans le cadre d'un examen médical, la victime était placée sous une toise devant une échelle graduée où était percé un orifice permettant de lui tirer une balle dans la nuque depuis une pièce voisine, à l'aide d'une arme à air comprimé,. 
La majorité de ces installations ont été aménagées dans des camps de concentration où elles servaient à exécuter des peines de mort officielles mais également à mettre à mort discrètement un grand nombre de personnes. Ce système a été notamment réalisé dans l’Industriehof de Sachsenhausen.
L'installation de Buchenwald servit principalement à exécuter des prisonniers de guerre soviétiques à partir de 1941. Les victimes devaient se déshabiller puis se placer devant la toise,. « Le bruit de ces exécutions était couvert par une radio dont le volume avait été poussé au maximum »,,. Le SS-Oberführer Hermann Pister, commandant du camp et Otto Barnewald, directeur administratif du camp, assistent aux exécutions. Les cadavres sont ensuite transportés au four crématoire alors que la toise est rincée au jet d'eau,,.
Victimes relevant du « kommando 99  » (celui des exécutions), amenées spécialement à Buchenwald dans ce but depuis d'autres camps, ni leur arrivée ni leur mort ne furent enregistrées. Le nombre de victimes soviétiques tuées de la sorte est estimé à plus de 8 000,,.

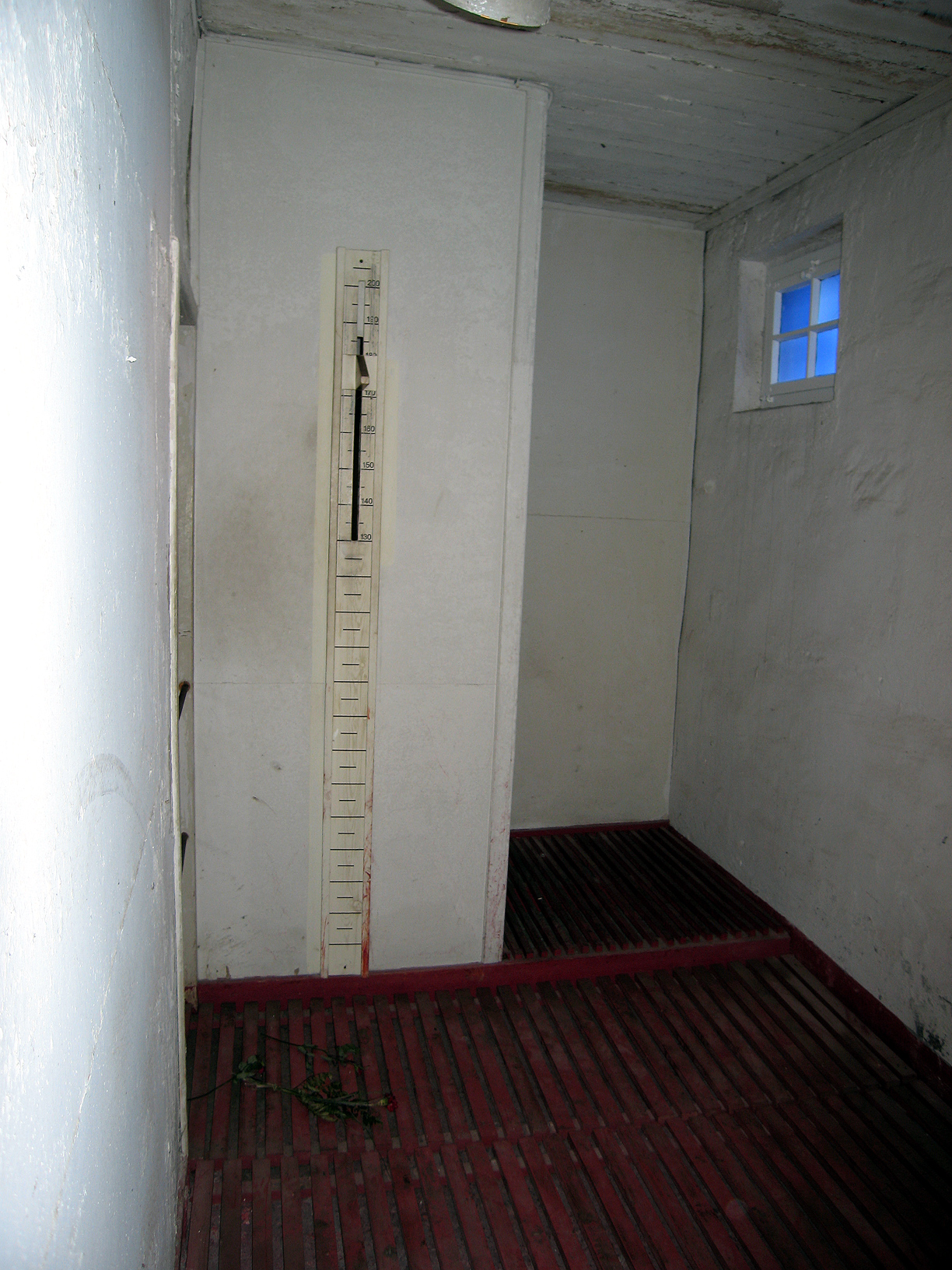
Vue d'ensemble de la pièce à Buchenwald.
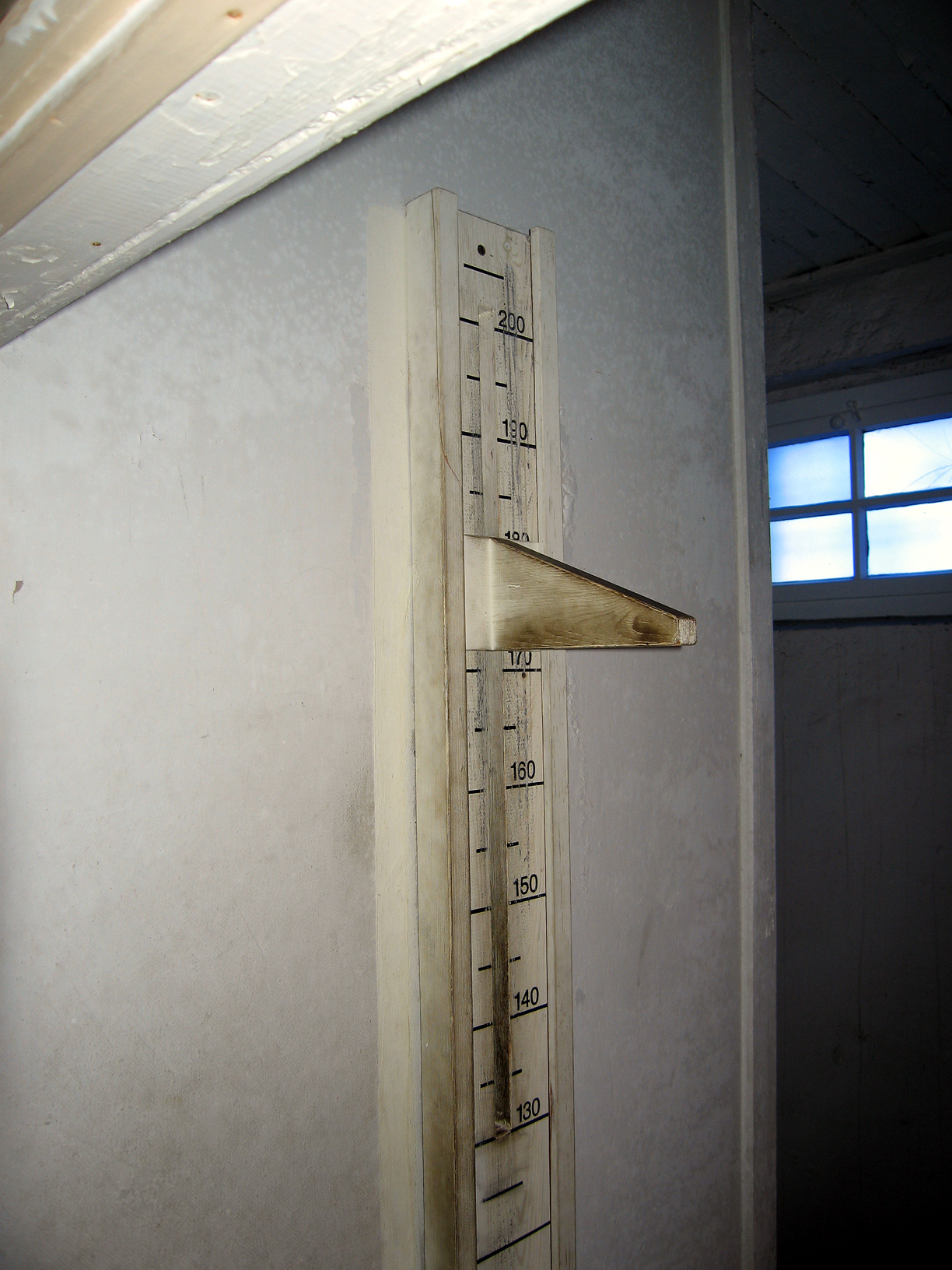
Fausse toise.
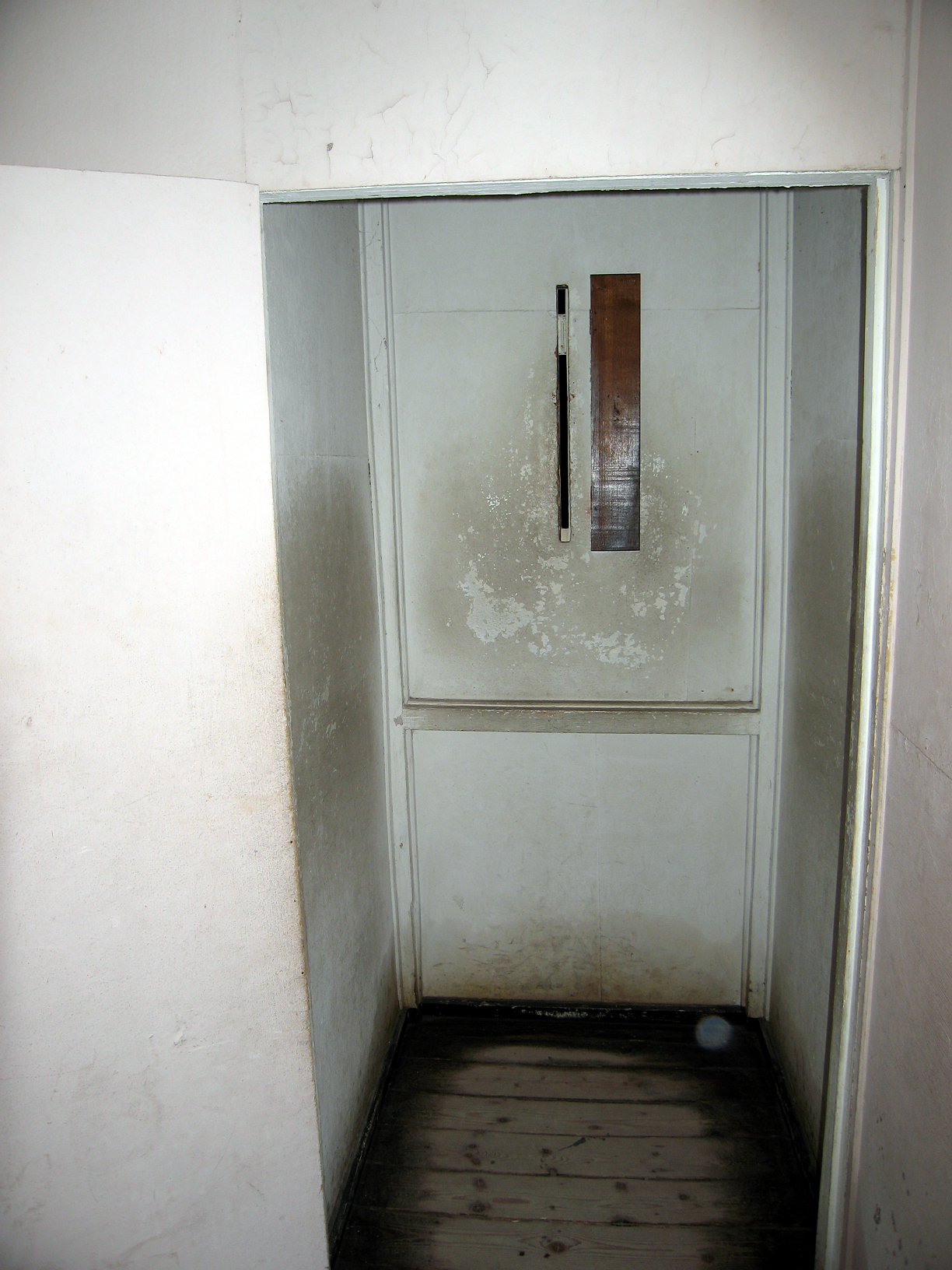
Pièce de laquelle la balle était tirée.
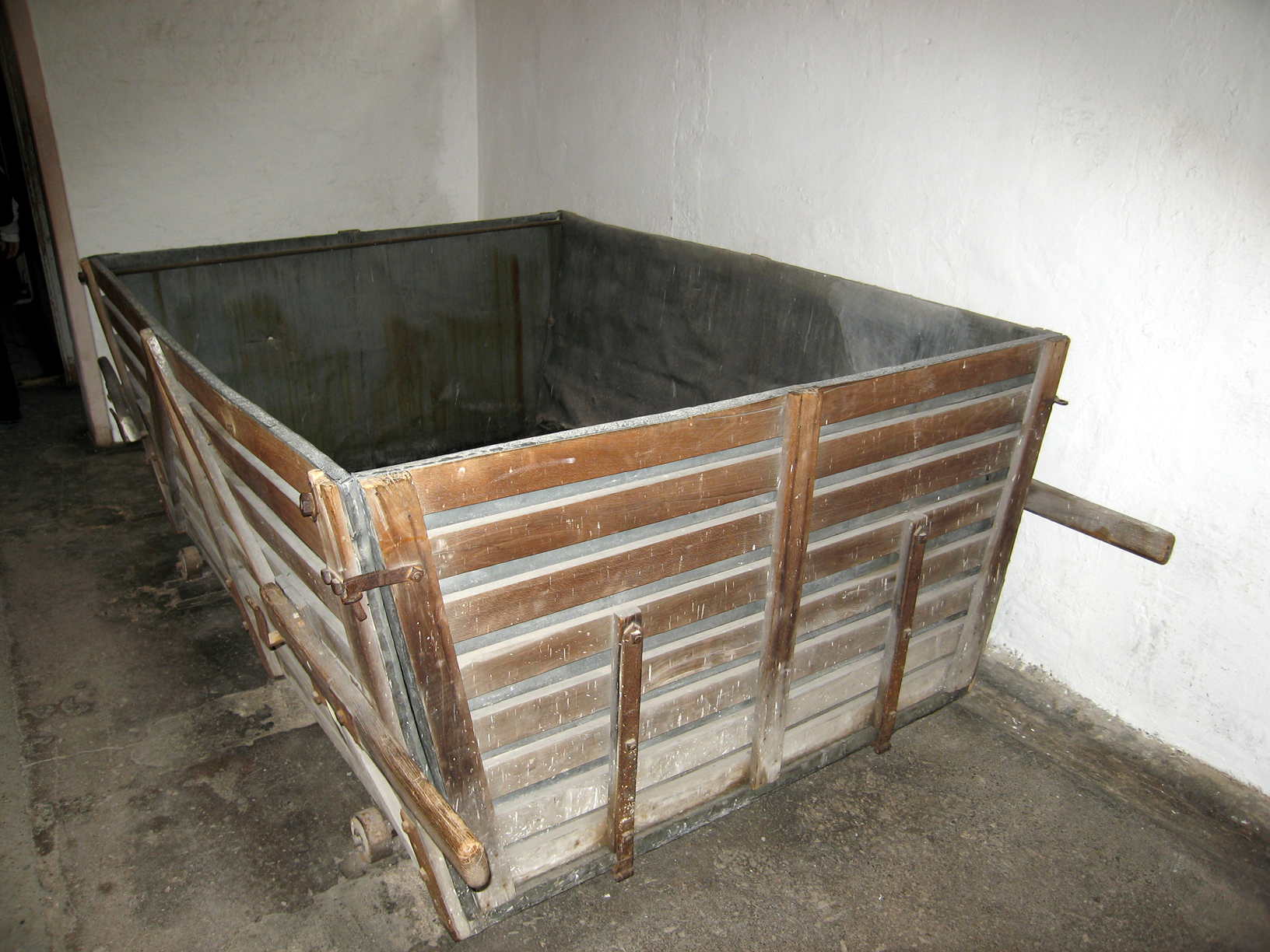
Chariot servant à porter les corps des victimes au dehors.